# Кулик Лілія Володимирівна
Лі́лія Володимирівна Кули́к (* 1987) — українська легкоатлетка-олімпійка, майстер спорту міжнародного класу, рекордсменка України, чемпіонка Європи

## З життєпису
Народилася 1987 року. Навчалася в Харківській школі Олімпійського резерву, представляла команду Харківської області.
Срібна призерка Чемпіонату України з легкої атлетики-2006. Завоювала бронзову медаль на Чемпіонаті світу серед юніорів 2006 року зі стрибком 14,01 метра.
Стрибнула на 14,39 метра, коли виграла Чемпіонат Європи з легкої атлетики серед молоді 2007 року. Срібна призерка Всеукраїнських літніх спортивних ігор-2007.
Учасниця Чемпіонату світу 2009 року та Чемпіонату світу у приміщенні 2010 року. Переможниця Кубка України з багатоборства-2010.
Учасниця Олімпійських ігор 2008.
Випускниця Харківської державної академії фізичної культури.